# Unwetter vom 19. Juli 1966
Am 19. Juli 1966 kam es im Weser- und Leinebergland, Nordhessen sowie im Harzvorland zu schweren Unwettern mit Hagelschlägen, Tornados und Wolkenbrüchen. Besonders schwer betroffen war die Region Hameln, wo es nach dem Bruch eines Staudamms oberhalb von Fischbeck am Süntel zu schweren Überflutungen und schweren Schäden kam. Schwere Schäden entstanden auch im Raum Hameln und Coppenbrügge. Im nordhessischen Arzell forderten die Unwetter ein Menschenleben.

## Bruch des Staudamms bei Fischbeck

### Ablauf der Katastrophe
Nach zweitägigem Dauerregen, der in sämtlichen Vorflutern sowie in den Talsperren des Harzes sowie der Edertalsperre für stark steigende Wasserstände gesorgt hatte, zog in den frühen Abendstunden eine Gewitterfront mit Starkregenfällen über das Weserbergland, das Leinebergland und Nordhessen hinweg. Dabei fielen am Süntel innerhalb von zwei Stunden Niederschlagsmengen von 80 Millimetern, die von dem wassergesättigten Boden und dem mit Wasser gefüllten Karst des Süntels nicht mehr aufgenommen werden konnten und direkt in die Vorfluter Nährenbach und Hamel abflossen.
Die abfließenden Niederschläge trafen im Bereich des Nährenbachs auf ein etwa 300 Meter oberhalb des Ortsrandes von Fischbeck befindliches Rückhaltebecken und stauten sich zunächst bis weit nach Höfingen zurück. Etwa eine Stunde nach Beginn des Unwetters wurde zunächst der damals 6 Meter hohe Erddamm des im Jahre 1906 in Betrieb genommenen Rückhaltebeckens überflutet. Da ein Grundablass fehlte, kam es unbemerkt zu einem unkontrollierten Überlaufen des Rückhaltebeckens.
Infolge des Überlaufens kam es zu einem starken Ansteigen des Nährenbachs und zu ersten großflächigen Überflutungen im Ort Fischbeck sowie im oberhalb der Talsperre gelegenen Ort Höfingen. Gegen 18:50 Uhr, nach anderen Quellen gegen 21:00 Uhr brach, von den mit dem Schutz ihrer Häuser und der Bergung von Mobiliar, landwirtschaftlichen Geräten sowie Vieh beschäftigten Bewohnern Fischbecks unbemerkt, der Damm des Rückhaltebeckens auf einer Breite von etwa 30 Metern, so dass sich sein gesamter Inhalt, etwa 164.000 Kubikmeter Wasser, schlagartig in Form einer etwa vier Meter hohen Flutwelle bachabwärts ergoss.
Insgesamt 1000 Bewohner konnten sich in letzter Minute in höhere Stockwerke ihrer Häuser retten und wurden dort von den Fluten eingeschlossen.
Im Ort Fischbeck wurden durch diese Flutwelle 150 Wohnhäuser beschädigt, 50 davon schwer. Fünf Gebäude wurden völlig zerstört. Sämtliche Versorgungsleitungen im Dorf waren von Zerstörungen betroffen. Es entstanden hohe Verluste an Vieh, Menschenleben waren auf Grund glücklicher Umstände nicht zu beklagen. Schwere Schäden entstanden auch im unterhalb Fischbecks gelegenen, heute zu Hessisch-Oldendorf gehörenden Ort Blümenau. Die Bundesstraße 83 war bei Hameln ebenso unpassierbar wie die am Fuße des Süntels verlaufende Bahnstrecke Hameln–Löhne in der gesamten Region Hameln.

### Hilfsmaßnahmen
Katastrophenalarm setzte zahlreiche zivile und militärische Hilfsorganisationen in Bewegung. Im Mittelpunkt stand dabei zunächst die Menschenrettung, danach die Wiederherstellung der zerstörten Versorgungsleitungen. Neben der Feuerwehr, dem Technischen Hilfswerk und dem Roten Kreuz waren auch Pioniere der Bundeswehr und der britischen Rheinarmee sowie Beamte der Bereitschaftspolizei Niedersachsen im Einsatz.

### Folgen der Katastrophe
Die Hochwasserkatastrophe von Fischbeck im Juli 1966 hatte gezeigt, dass die im Jahre 1906 in Betrieb genommene Talsperre des Nährenbachs einen unzureichenden Schutz der unterhalb von ihr gelegenen Siedlungsgebiete bot. In den Jahren 1968/69 sowie 1999 wurde der Erddamm der Talsperre verstärkt und von 6 m auf 11,90 m erhöht. Zudem wurde in den Staudamm ein Grundregelabfluss integriert, so dass ein kontrolliertes Ablassen des Talsperreninhalts möglich ist. Durch die Erhöhung und Verstärkung der Anlage wuchs ihr Fassungsvermögen von bisher rund 170.000 m³ zum Zeitpunkt der Hochwasserkatastrophe auf heute 935.000 m³. Zudem wurde die Talsperre mit einem Alarmsystem versehen, das mit der Feuerwehrtechnischen Zentrale des Landkreises Hameln-Pyrmont verbunden ist.

## Übriges Weserbergland

### Einzugsgebiet der Hamel
Auch von der am Osthang des Süntels entspringenden Hamel kam es zu einem schweren Hochwasser. Der spektakulärste Schaden entstand dabei am Umspannwerk Afferde, das gegen Mitternacht teilweise überflutet wurde, so dass es in Hameln zu einem totalen Stromausfall kam. Zu Überflutungen kam es auch im Hamelner Stadtteil Rohrsen. Zeitweilig waren im Hamelner Stadtgebiet die Hamelbrücken gar nicht oder nur von hochgebauten Fahrzeugen passierbar.

## Weblink
- http://www.hoefingen.net: Website mit Bericht und Bildern zur Flut in Fischbeck.